# Mykolajivský rajón (Oděská oblast)
Mykolajivský rajón (ukrajinsky Миколаївський район) byl rajón v Oděské oblasti na Ukrajině. Hlavním městem byla Mykolajivka a rajón měl přibližně 20 tisíc obyvatel. 

## Sídla v rajónu
- Mykolajivka